# Limnophyes doughmani
Limnophyes doughmani är en tvåvingeart som beskrevs av Ole Anton Saether 1990. Limnophyes doughmani ingår i släktet Limnophyes och familjen fjädermyggor.
Artens utbredningsområde är Arizona. Inga underarter finns listade i Catalogue of Life.